# Tim Hamilton
Tim Hamilton (* 1982, Přerov, Československo), je český model a herec účinkující v gay pornografických filmech.

## Život
Narodil se roku 1982 v moravském Přerově. Zprvu se věnoval fotbalu. V 17 letech začal s posilováním a zanedlouho obsadil 3. místo v moravské kulturistické soutěži. Na 8. místě ve své kategorii skončil na mistrovství Moravy a Slezska v březnu 2001.
Svou hereckou kariéru začal po dosažení plnoletosti v roce 2000 u společnosti Bel Ami, pro niž do roku 2005 natočil řadu filmů. Zde natočil mimo jiné scénu s Filipem Trojovským, známým z reality show Big Brother z roku 2005. Dvojfilm Greek Holiday, v němž spolu figurovali, byl oceněn jako nejlepší zahraniční film cenou GayVN Award 2005 a sám Tim Hamilton obdržel tutéž cenu v kategorii nejlepšího herce v zahraničním filmu. O dekádu později, v průběhu léta 2016, společnost jednotlivé scény z „řeckých prázdnin“ vydala on-line v remasterované podobě, a to u příležitosti vydání nového filmu Last Summer in Greece, označovaného jako remake Greek Holiday. Společnost na konci září téhož roku zveřejnila i videorozhovor s tehdy 34letým Hamiltonem o jeho postpornografickém životě.
Hamilton jako model figuroval rovněž ve fotografických publikacích spjatých se studiem, stal se např. i tváří titulní strany magazínu Freshmen v září 2004 nebo magazínu XXX Schowcase č. 6 na podzim 2005.
Po tříleté exkluzivní spolupráci se studiem Bel Ami se Tim Hamilton v roce 2004 vydal na samostatnou dráhu. V roce 2007 ještě natočil pro znovuobnovenou edici Falcon International americké společnosti Falcon film Knockout (vyšel 21. května 2007). Další dvojfilm pak pro tutéž edici i režíroval – European Holiday 1 a 2 (2007).
Po skončení s natáčením se odstěhoval do Prahy a začal se věnovat osobnímu trenérství a dietologii. V roce 2009 otevřel svůj vlastní taneční klub a restauraci. Působil i jako model v agentuře Agáty Hanychové.

## Herecká filmografie
Není-li uvedeno jinak, vyšly filmy pod značkou Bel Ami:
- 101 Men 8 (2000) – výběr z náborových rozhovorů a sólových scén; v 1. scéně, uveden jen jako Tim[21]
- Flings 1 (2000) – v úvodní venkovní scéně účinkuje s Marcelem Bouvierem[22]
- CoverBoys (2001) – v 2. scéně účinkuje s Johanem Paulikem[23]
- Personal Trainers 2 (2001) – série „výukových“ scén; v 2. scéně jej a Dannyho Saradona učí Sebastian Bonnet[24]
- Frisky Summer 4: Summer Loves (2002) – účinkuje ve 4. scéně s Dannym Saradonem a v závěrečné skupinové scéně[25]
- Just for Fun (2003) – účinkuje v úvodní venkovní scéně se Sebastianem Bonnetem, Claudem Cocteau a Jasonem Paradisem[26]
- Greek Holiday 1: Cruising the Aegean (2004) – vystupuje v celém příběhu řeckého výletu, v 1. scéně s „námořníkem“ trajektu Allanem Connerym, ve 3. venkovní scéně se svým výletním přítelem Tommym Hansenem a v 7. scéně na jachtě s Jeffem Danielsem; snímek dostal Cenu GayVN v kategorii zahraničních filmů a vynesl Timu Hamiltonovi také cenu pro nejlepšího herce v zahraničním filmu[6]
- Greek Holiday 2: Cruising Mykonos (2004) – kromě záběrů nesexuální povahy účinkuje v závěrečné flip-flop scéně opět s Tommym Hansenem[27]
- Lukas in Love 1 + 2 (2005) – v příběhu Lukase Ridgestona vystupuje jako jeho (ex)přítel, jehož Lukas nachytá v úvodní scéně při záletu s Dannym Saradonem a pak ve flashbacku vzpomíná na vlastní zážitek s ním; v 2. dílu se objevuje jen ve shrnutí předchozího děje před úvodními titulky; snímek byl oceněn jako nejlepší zahraniční film GayVN Awards i Grabby Awards[28][29]
- Too Many Boys 1 (2005) – jako jeden z účastníků domácí párty účinkuje v 1. scéně s Chrisem Casablancou[30]
- The Private Life of Tim Hamilton (2005) – coby titulní osoba účinkuje v šesti z celkových 7 scén filmu; dějovně snímek navazuje na úvodní scénu s Dannym Saradonem z filmu Lukas in Love, přičemž nabízí alternativní vývoj, Sarandon je zde druhou výraznou postavou a jejich společné interview se prolíná mezi scénami[31][32]
- No Experience Necessary (2006) – výběr „zaučovacích“ scén původně vydaných na internetu, Tim Hamilton tentokrát ve 3. scéně jako vyučující, Noah Aniston a Elijah Keilor jeho studenti[33]
- Red Hot Chili Sex (2006/2007) – účinkuje v 8. scéně s Etiennem Pauliacem a v závěrečné skupinové bukkake scéně u kulečníkového stolu[34][35]
- Undressed Rehearsals 1 (2006/2007) – výběr nepoužitých scén z různých natáčení; v 2. scéně účinkuje s Lukem Hamillem z natáčení Flings 2 v listopadu 2004 na jihoafrické Camps Bay[36]
- Knockout (2007) Falcon International – film z prostředí maďarských boxerů natočený pro americké studio, oceněný jako nejlepší zahraniční film GayVN Awards; účinkuje v 2. skupinové scéně a pak ve 3. scéně s Buckem Monroem[37][38]
- Out at Last 6: Web Site Stories (2008) – výběr dříve nepoužitých scén z let 2005–07, v 8. scéně účinkuje s Renatem Amorosem[39]
- Dirty Secrets (2010) Lukas Ridgeston – výběr „bareback“ scén z dřívějších filmů studia Bel Ami; účinkuje s Tommym Hansenem v závěrečné 6. scéně, původně pořízené pro film Greek Holiday a na žádost amerického distributora znovu přetočené s kondomem[40][27]
- Desire (2011) – výběr nepublikovaných starších scén ze série BelAmi Flashbacks; účinkuje ve 4. scéně s Noahem Anistonem[41]

Některé scény se objevily znovu také ve výběrové sérii kompilací BelAmi Collections: Orgies (2010; scény z Red Hot Chili Sex a Frisky Summer 4) a Blonds (2011; scéna s Noahem Anistonem z Desire a s Chrisem Casablancou z Too Many Boys).

## Ocenění a nominace
- 2005 GayVN Awards: vítěz Best Actor – Foreign Release za film Greek Holiday 1-2 (Bel Ami).[42][7]
- 2008 Golden Dickie Awards: nominace na Best Major Studio Twink Performer – Bottom.[43]
- 2008 GayVN Awards: nominace na Best Actor – Foreign Release za film Knockout (Falcon International).[44]